# گرند بایو (لوئیزیانا)
گرند بایو (به انگلیسی: Grand Bayou) یک منطقهٔ مسکونی در ایالات متحده آمریکا است که در پریش رد ریور، لوئیزیانا واقع شده‌است.